# Avapessa
Avapessa är en kommun i departementet Haute-Corse på ön Korsika i Frankrike. Kommunen ligger i kantonen Belgodère som tillhör arrondissementet Calvi. År 2022 hade Avapessa 81 invånare.

## Befolkningsutveckling
Antalet invånare i kommunen Avapessa
Referens:INSEE